# Ян Чжаосюань
Ян Чжаосюань (кит.: 杨钊煊) — китайська тенісистка, що спеціалізується в парній грі, чемпіонка Азійських ігор. 

## Прем'єрні обов'язкові та з чільних п'яти

### Пари: 1 фінал
| Результат | Рік  | Турнір     | Поверхня | Партнерка  | Супротивниці                | Рахунок               |
| --------- | ---- | ---------- | -------- | ---------- | --------------------------- | --------------------- |
| Поразка   | 2017 | Wuhan Open | Хард     | Аояма Сюко | Чжань Юнжань Мартіна Хінгіс | 6–7(5–7), 6–3, [4–10] |

## Фінали турнірі WTA

### Пари: 10 (4 титули)
| Результат | №  | Дата             | Турнір                           | Поверхня    | Партнерка            | Супротивниці                  | Рахунок               |
| --------- | -- | ---------------- | -------------------------------- | ----------- | -------------------- | ----------------------------- | --------------------- |
| Перемога  | 1. | 29 лютого 2016   | Malaysian Open, Куала-Лумпур     | Хард        | Варатчая Вонгтеанчай | Лян Чень Ван Яфань            | 4–6, 6–4, [10–7]      |
| Поразка   | 1. | 6 червня 2016    | Nottingham Open, Велика Британія | Трава       | Габріела Дабровскі   | Андреа Главачкова Пен Шуай    | 5–7, 6–3, [7–10]      |
| Поразка   | 2. | 19 вересня 2016  | Pan Pacific Open, Токіо, Японія  | Хард        | Лянь Чень            | Санія Мірза Барбора Стрицова  | 1–6, 1–6              |
| Поразка   | 3. | 6 листопада 2016 | Elite Trophy, Чжухай             | Хард (зала) | Йоу Сяоді            | Іпек Сойлу Сюй Їфань          | 4–6, 6–3, [7–10]      |
| Поразка   | 4. | 14 січня 2017    | Hobart International, Австралія  | Хард        | Габріела Дабровскі   | Ралука Олару Ольга Савчук     | 6–0, 4–6, [5–10]      |
| Перемога  | 2. | 16 вересня 2017  | Japan Women's Open, Токіо        | Хард        | Аояма Сюко           | Монік Адамчак Сторм Сендерс   | 6–0, 2–6, [10–5]      |
| Поразка   | 5. | 30 вересня 2017  | Wuhan Open, КНР                  | Хард        | Аояма Сюко           | Чань Юнцзань Мартіна Хінгіс   | 6–7(5–7), 6–3, [4–10] |
| Перемога  | 3. | 23 лютого 2018   | Dubai Tennis Championships, ОАЕ  | Хард        | Чжань Хаоцін         | Сє Шувей Пен Шуай             | 4–6, 6–2, [10–6]      |
| Перемога  | 4. | 5 січня 2019     | Shenzhen Open, КНР               | Хард        | Пен Шуай             | Дуань Інін Рената Ворачова    | 6–4, 6–3              |
| Поразка   | 6. | 27 жовтня 2019   | Elite Trophy, Чжухай, КНР        | Хард (зала) | Дуань Інін           | Людмила Кіченок Андрея Клепач | 3–6, 3–6              |

## Фінали турнірів серії WTA 125

### Пари: 2 (1 титул)
| Результат | №  | Дата             | Турнір           | Поверхня | Партнерка            | Супротивниці            | Рахуноок |
| --------- | -- | ---------------- | ---------------- | -------- | -------------------- | ----------------------- | -------- |
| Поразка   | 1. | 9 листопада 2015 | Hua Hin, Таїланд | Хард     | Варатчая Вонгтеанчай | Лян Чень Ван Яфань      | 3–6, 4–6 |
| Перемога  | 1. | 28 квітня 2019   | Anning, КНР      | Ґрунт    | Пен Шуай             | Дуань Інін Хань Сіньюнь | 7–5, 6–2 |